# Holger Geschwindner
Holger Geschwindner (Bad Nauheim, 9 dicembre 1945) è un ex cestista, allenatore di pallacanestro e dirigente sportivo tedesco.
È noto per essere stato l'allenatore personale, nonché mentore del campione NBA Dirk Nowitzki.

## Carriera
Con la Germania Ovest ha disputato i Campionati europei del 1971 e i Giochi olimpici di Monaco 1972.

## Palmarès
- Campionato tedesco: 4

MTV Gießen: 1966-67, 1967-68
ASC 1846 Gottinga: 1979-80
Saturn Colonia: 1981-82
- Coppa di Germania: 2

Saturn Colonia: 1983
MTV Gießen: 1969